# Варченко Іван Григорович
Іван Григо́рович Ва́рченко (нар. 25 червня 1974, м. Харків) — український політичний та громадський діяч, в.о. заступника голови Харківської облдержадміністрації (з 2014), депутат Харківської обласної ради (з 2010), голова Харківської обласної організації партії «Реформи та порядок» (2001—2013), один з організаторів та член координаційної ради Харківського Євромайдану.Радник Міністра внутрішніх справ(2015).

## Біографія

### Освіта
Народився Іван Варченко 25 червня 1974 року у м. Харкові.
У 1997 році закінчив Харківський державний педагогічний університет ім. Г. Сковороди та отримав спеціальність «викладач історії, суспільно-політичних дисциплін і права». 
У 2000 році він закінчив аспірантуру в рідному педагогічному університеті та підготував кандидатську дисертацію «Український національний рух на Харківщині у другій половині XIX століття». Іван Варченко є автором низки наукових публікацій.

### Кар'єра
Після завершення університету він став шкільним вчителем історії.
У 2005 році став радником новопризначеного голови Харківської обласної державної адміністрації Арсена Авакова з політико-правових питань, а ту 2008–му — радником Міністра фінансів України Віктора Пинзеника за напрямом інформаційно-аналітичного забезпечення. 
На місцевих виборах у жовтні 2010 року Іван Варченко був обраний депутатом Харківської обласної ради VI скликання (від ВО «Батьківщина»), де входить до комісії з питань забезпечення прав людини, свободи слова та інформації. Як депутат обласної ради неодноразово виступав із критикою діяльності голови Харківської облдержадміністрації Михайла Добкіна та органів місцевої влади, через що неодноразово чув образи на свою адресу від Михайла Добкіна та Харківського міського голови Геннадія Кернеса. Крім того, йому також відмовляли в публікації виступів в газеті Харківської обласної ради «Слобідський край».
Під час виборів до Верховної Ради України 2012 року балотувався за виборчим округом № 175, але, набравши 19,50% голосів виборців, поступився Володимиру Кацубі. На передвиборчі дебати між Іваном Варченком та Володимиром Кацубою, які мали відбутися на харківському телеканалі «Simon» напередодні виборів, останній не з'явився.
21 травня 2014 року Іван Варченко був призначений тимчасово виконуючим обов'язки заступника Голови Харківської обласної адміністрації, на якій мав курувати роботу Департаментів молоді та спорту, культури та туризму, служби у справах дітей та відділу у справах релігій.

## Громадська та політична діяльність
Іван Варченко організатор низки акцій місцевих акцій протесту у Харкові, що набули суспільного резонансу.
Він був членом партії «Реформи і порядок» і у 2001 році став головою Харківської обласної організації партії, після чого починає активно займатись політикою.
Під час президентських виборів 2004 року він був довіреною особою кандидата на посаду Президента України Віктора Ющенка. 
5 травня 2004 року Івану Варченку за участь в акції «Остання сорочка Януковичу», що відбулась 1 травня, і під час якої він разом з іншими учасниками акції зняв власну сорочку на площі Свободи, які віднесли на щиті до Харківської облдержадміністрації, Київським районним судом м. Харкова присудили адміністративне покарання у вигляді 10 діб утримання під вартою. Після втручання Голови Харківської ОДА Євгена Кушнарьова покарання було зменшене до 3-х діб, і 8 травня Іван Варченко вийшов на свободу. Після ув'язнення Варченка та Євгена Золотарьова, якому присудили 15 діб арешту, у Харкові відбувались щоденні пікети опозиційних сил проти рішення суду.
У 2009 році був довіреною особою кандидата на пост Президента України Юлії Тимошенко.
У 2011 році Іван Варченко вів боротьбу разом з мешканцями м. Дергачів проти будівництва Дергачівського полігону побутових відходів, чому перешкоджала місцева влада., а у 2013 році — проти будівництва сміттєзвалища у м. Люботині без врахування думки місцевої громади.
У лютому 2012 року Іван Варченко виступив з ініціативою, щоби харків'яни надали безкоштовне житло для вболівальників, які приїдуть до Харкова під час Євро-2012, через завищені ціни на номери в готелях.
У січні 2013 року Іван Варченко виступив проти погодження Харківської обласною радою угоди щодо розподілу продукції між Україною і компанією Shell. Пізніше він опублікував інформацію про умови розподілу продукції між Shell та Україною. А на початку липня 2013 року він подав позов до Харківського окружного адміністративного суду про визнання протиправним та скасування рішення облради про узгодження проекту угоди про розподіл продукції між Україною і компанією «Shell», оскільки обласна рада погодила цей проект з численними порушеннями законодавства, зокрема, депутати голосували за це рішення, не ознайомившись з текстом угоди і додатками до неї. Пізніше компанія «Shell» разом з Міністерством екології та природних ресурсів України, Міністерством енергетики та вугільної промисловості України та ТОВ «Надра Юзівська» були залучені до справи про незаконне погодження угоди про розподіл продукції між Україною, компаніями «Shell» та ТОВ «Надра Юзівська». Але 19 вересня 2013 року суд відмовив у задоволені позову Варченка. Після цього він подав апеляцію до Харківського апеляційного адміністративного суду, але 13 листопада 2013 року суд відмовив у задоволені апеляції.
У червні 2013 році Іван Варченко стає членом ВО «Батьківщина» та обіймає посаду члена бюро та заступника голови Харківської обласної організації партії.
Після знищення у Харкові невідомими особами меморіальної дошки на честь українського мовознавця Юрія Шевельова Іван Варченко надсилав депутатське звернення начальнику харківської міліції Олегу Демченку з приводу її варварського знищення.
Під час подій Євромайдану листопада 2013 — лютого 2014 року Іван Варченко був одним з активних його учасників, організаторів та членом Координаційної ради Харківського Євромайдану, входив до Харківського Комітету протидії диктатурі, а також був координатором Харківського обласного Штабу національного спротиву. Крім того, він був одним з організаторів автопробігу євромайданівців з Харкова до Києва 7—8 грудня 2013 року, під час якого також планувалось передати на київський Євромайдан речі та продукти харчування.
Також він висловлював позицію щодо вирішення питання пам'ятником Леніну у Харкові у цивілізованій площині.

## Інциденти
28 вересня 2011 року автомобіль «Toyota Camry» Івана Варченка облили невідомою речовиною з різким запахом, від чого фарбу роз'їло, пробили колесо, коли він повертався додому з Дергачів, де зустрічався з місцевими жителями, які протестували проти будівництва Дергачівського полігону побутових відходів. На його думку, це був замах на його життя, пов'язаний із його боротьбою проти будівництва цього об'єкту. Трохи пізніше в тому ж році невідомі порізали колеса машини.
Під час виборів до Верховної Ради України 2012 року, на яких кандидатом у народні депутати був Іван Варченко, його агітацій розтяжки невідомими пошкоджувались та заливались фарбою., а також заважали проводити передвиборчу агітацію. Крім того, в цей час в автівки Варченка зловмисники розбили задній бампер та фару. 
21 грудня 2013 року під час поїздки до Києва, куди він віз теплі речі. продукти та медикаменти, за Валками він помітив, що 4 болти на передньому лівому колесі його машини були наполовину викручені, і вважав це замахом на життя через свою політичну діяльність. А вже ввечері 28 грудня 2013 року поблизу його будинку у  смт. Солоницівка його автомобіль був підпалений, в результаті чого автівка вигоріла повністю. За його словами, він залишив свій автомобіль на 15—20 хвилин, і в цей час машина зайнялася. Також Іван Варченко вважав це умисним підпалом, оскільки в машини були розбиті переднє та бічні вікна.
12 січня 2014 року під час однієї з акцій Харківського Євромайдану троє молодих людей «тітушок» закидали активістів Євромайдану, зокрема й Івана Варченка, петардами.

## Особисте життя
Іван Варченко одружений з Інною Варченко, має 2 сини та доньку (1995, 2001,2011 років народження).
Проживає у смт. Солоницівка Дергачівського району Харківської області.

## Нагороди та відзнаки
- Почесна грамота Президента України (2005)
- Подяка Міністерства фінансів України (2008, 2009).

## Відеоматеріали
- І.Варченко «Видобуток сланцевого газу в Україні».
- Іван Варченко про угоду України з Shell та "Надра Юзівська". ВРУ.15.05.2013
- І.Варченко: «Ми не дамо «Шелл» без інформування населення проводити видобуток газу».